# Магформерс
Магформерс (Magformers)   — магнитный  конструктор, состоящий из геометрических элементов, соединяющихся между собой посредством встроенных магнитов. Бренд Magformers принадлежит компании Gymworld Inc (Республика Корея). Появился на рынке в 2005 году, с тех пор значительно расширил продуктовую линейку.

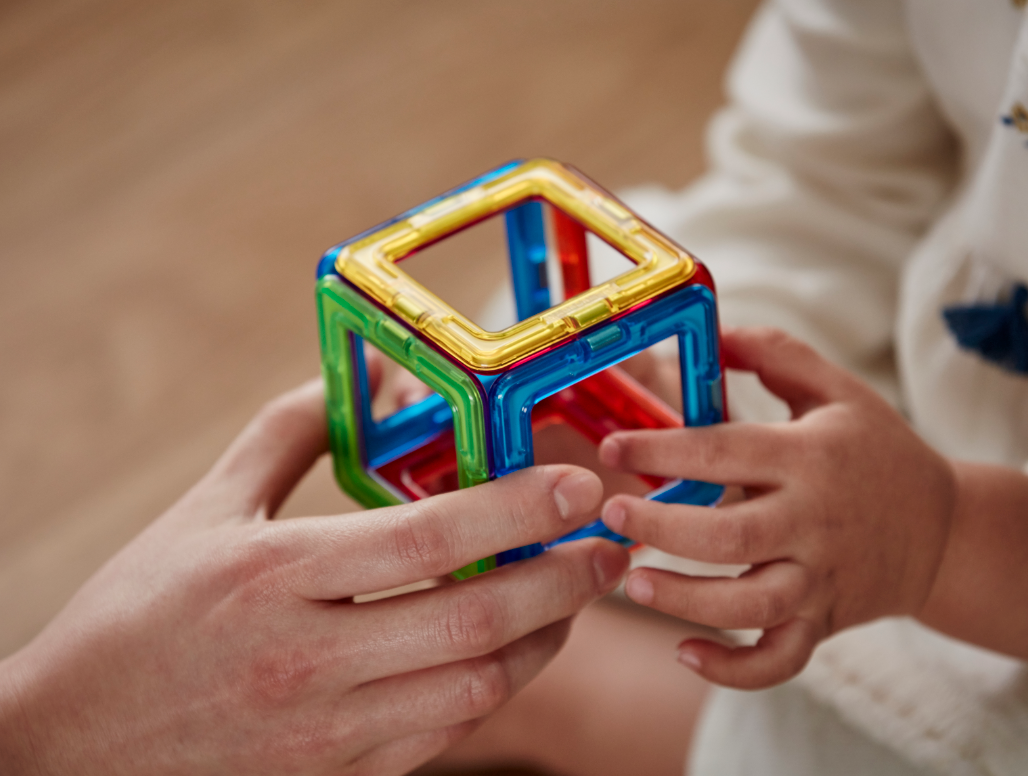
Magformers piece

## Детали и аксессуары Магформерс

### Цвета и формы
Детали Магформерс представляют собой разнообразные геометрические фигуры из АБС-пластика, специально разработанного для Магформерс в LG Chem. В детали встроены неодимовые магниты, скрепляющие детали между собой и позволяющие создавать разнообразные конструкции. Первые наборы Магформерс состояли только из квадратов и треугольников; с тех пор в них добавились многие другие геометрические формы: на начало 2017 года в Магформерс представлено 49 геометрических элементов в различных модификациях . 
Классический элемент Магформерс выполнен из прозрачного пластика ярких цветов. Существуют модификации в пастельных тонах (серия Inspire), непрозрачные детали из особо прочного пластика (серия My First для малышей) и набор Neon color в ярких неоновых цветах. В 2016 году на рынке появились магнитные детали с прозрачным окошком и со сплошным центром.
Дополнительные аксессуары Магформерс включают колеса различных видов, пульт дистанционного управления и светодиодный блок подсветки, позволяющий собирать светящиеся в темноте постройки. В 2016 году линейка Магформерс пополнилась строительной серией со специальными аксессуарами — пластиковыми вставками в виде стен, оконных рам, дверей и балконов. Набор Magformers Super STEAM Set оснащён пневматическим блоком, с помощью которого можно собирать движущиеся механизмы, работающие на сжатом воздухе.

## Принципы Магформерс
Магформерс относится к категории развивающих игр, позволяющих усовершенствовать различные навыки в процессе игры. Специалисты в обучении и воспитании отмечают полезность Магформерс в развитии навыков STEM (Science, Technology, Engineering and Math), популярной на Западе концепции раннего развития.
Главный принцип Магформерс — развитие творческих способностей ребёнка через трансформацию плоских фигур в объёмные. Визуализируя превращение двухмерной раскладки в объёмную модель, ребёнок учится планировать, тренирует пространственное воображение и логическое мышление, развивает творческие способности. 
Существует шесть основных способов конструирования Магформерс :
- Стягивание — плоская развертка объёмной модели выкладывается и вытягивается вверх за центральный элемент.
- Постройка — плоская развертка объёмной модели выкладывается и окружается «стеной» из элементов Магформерс.
- Скручивание — плоская развертка выкладывается и скручивается в объёмную модель.
- Сгибание — плоская развертка объёмной модели складывается в объёмную модель.
- Комбинирование — способ сборки более сложных моделей из нескольких  предварительно собранных объёмных фрагментов.
- Преобразование — превращение одной модели в другую заменой одной или нескольких деталей.

## История
Магнитный конструктор Magformers ® был изобретён в 2005 году американцем Ларри Хантом. Он сумел запатентовать свою идею и организовать серийное производство. Первые наборы: Magformers 14, 30, Designer Set и XL Cruisers, содержали ограниченное количество геометрических форм (квадраты, треугольники и трапеции). Первые магнитные детали отличались от современных цветом, но их форма и размер остаются неизменными с момента создания — все когда-либо произведённые элементы Магформерс совместимы между собой. 
В 2011 году Хант продал свои права на Магформерс компании Gymworld Inc. Gymworld обладал значительными ресурсами, которые был готов вкладывать в развитие бренда. Были разработаны и выпущены новые линейки наборов, «Магформерс» получил более активное продвижение на европейском и азиатском рынках, стал лауреатом многих наград в индустрии игрушек. В 2012 году конструктор получил высокую оценку участников Международного Конгресса по математическому образованию  за «способность стимулировать математическое и творческое мышление через игру».
Магформерс продаётся более чем в 60 странах мира, активно участвует в мировых выставках игрушек.
В России конструкторы  Магформерс  появились в 2011 году.

## Разработка и производство
Исследовательский и дизайнерский центр Магформерс находится в штаб-квартире компании в Сеуле. Разработанный инженерами и дизайнерами прототип проходит тестовые испытания. После завершения первичной коррекции изготавливается пробная партия каждого набора. Пробная партия проходит повторный этап тестирования, направленный на выявление скрытых дефектов, и после этого набор запускается в серийное производство.

## Серии и наборы
- Deluxe Set Line — большие наборы с разнообразными деталями и аксессуарами.
- XL Cruiser Set Line — наборы с механическими деталями и аксессуарами для сборки различных моделей транспорта. Отличительная особенность – характерная серебристая отделка деталей.
- Hi-tech Set Line — наборы с научно-техническими аксессуарами по разным направлениям (светодиодная подсветка, блок звукозаписи, шестерёнки).
- Educational Set Line — специальные наборы для проведения развивающих занятий дома, в школе или в детском саду. Снабжены обучающими пособиями.
- Basic Set Line — линейка стартовых наборов. Простые геометрические формы в основных цветах.
- Inspire Set Line — наборы в пастельных тонах.
- Dino Set Line — тематическая линейка наборов для создания моделей динозавров.
- My First Set Line — серия наборов для малышей. Изготовлена из особо прочного непрозрачного пластика.
- Creator Set Line — линейка наборов со специальными аксессуарами.
- Vehicle Set Line — наборы с различными видами колес, для сборки моделей автомобилей. Некоторые наборы оснащены пультом дистанционного управления.
- Window Set Line — серия наборов со сплошным центром, для более объёмного эффекта.
- House Set Line — строительная серия со специальными аксессуарами для строительства домов.
- Basic Plus Set Line — базовые детали плюс специальные аксессуары со сплошным центром.
- School Set Line — наборы для учебных заведений: большое количество базовых деталей для совместной игры.

## Магформерс в кино и анимации
Октябрь 2015 года — премьера эпизода «Конструктор» в мультсериале «Фиксики» с участием Магформерс .
2017 год — премьера художественного фильма «Приключения чокнутого профессора» 25th Floor Film, Россия .
2016 год — телевизионный корейский сериал Oh, My Geum Bi («Магформерс» присутствует в 12 эпизодах из 16).

## Безопасность
Поскольку при попадании в организм магниты могут причинить вред здоровью, компания принимает различные меры для повышения прочности магнитных деталей:
- Корпуса магнитных деталей выполнены из прочного и эластичного пластика, специально разработанного LG Chem Ltd по заказу «Магформерс».
- Внутрь корпуса встроен каркас из гибкого, прочного на разрыв пластика. Он повышает эластичность детали и её устойчивость к механическим повреждениям.
- Содержащие магнит капсулы окружены сложной системой дополнительных ребер жесткости.
- Части корпуса соединяются между собой с помощью ультразвуковой сварки, надёжно скрепляющей их между собой.
- Соединение внешней кромки капсулы, содержащей магнит, имеет форму, увеличивающую площадь соприкосновения, для укрепления места сварки.
- Неодимовые магниты  покрываются двойным слоем медно-никелевого покрытия для защиты от коррозии и механических повреждений.

## Награды
| Лауреат                                                                                        | Награда                                               | Страна         |
| ---------------------------------------------------------------------------------------------- | ----------------------------------------------------- | -------------- |
| - Magformers 62 - Magformers Inspire 30. - Magformers 30.                                      | Academics Choice Brain Toy Award 2014                 | США            |
| Magformers Pythagoras Set                                                                      | Academics Choice Brain Toy Award 2015                 | США            |
| Magformers Walking Robot Set                                                                   | USA Toy of the year 2015 (финалист)                   | США            |
| Magformers Walking Robot Set                                                                   | Academics Choice Brain Toy Award 2016                 | США            |
| Magfomers Creative Set                                                                         | Australian Toy Association Toy of the Year Award 2016 | Австралия      |
| Magformers Walking Robot Set                                                                   | Creative Child Top Toy Award 2016                     | США            |
| Magformers WOW Set                                                                             | Rainbow Toy Award 2016                                | Великобритания |
| Magformers Magnets in Motion Set                                                               | USA Toy of the year 2016 (финалист)                   | США            |
| Magformers My First Buggy Car Set                                                              | MadeFor Mums Top Construction Toy 2016: Silver        | Великобритания |
| Magformers My First 54                                                                         | National Parenting Seal of Approval 2016              | США            |
| - Magformers Magic Pop Set. - Magformers Walking Dinosaur Set. - Magformers Walking Robot Set. | Oppenheim Toy Portfolio Platinum Award 2016           | США            |
| - Magformers Build up House Set. - Magformers Desert Adventure Set. - Magformers 26 Set        | Oppenheim Toy Portfolio Gold Award 2016               | США            |
| Magformers Walking Robot Set                                                                   | USA Toy of the year 2017 (финалист)                   | США            |